# Portia Nelson
Portia Nelson est une actrice américaine née le 27 mai 1920 à Brigham City, Utah (États-Unis), décédée le 6 mars 2001 à New York (États-Unis).

## Filmographie
- 1965 : La Mélodie du bonheur (The Sound of Music) : Sister Berthe
- 1966 : Le Dortoir des anges (The Trouble with Angels) d'Ida Lupino : Sister Elizabeth
- 1967 : The Mystery of the Chinese Junk : Aunt Gertrude Hardy
- 1967 : L'Extravagant docteur Dolittle (Doctor Dolittle) : Sarah Dolittle
- 1972 : L'Autre (The Other) : Mrs. Rowe
- 1978 : The Ghost of Thomas Kempe (TV)
- 1980 : Rien n'arrête la musique (Can't Stop the Music) : Law Office Receptionist
- 1970 : La Force du destin ("All My Children") (série TV) : Rachel Gurney (1980-1990)
- 1983 : Rage of Angels (TV) : Receptionist